# Demon siedzący
Demon siedzący – obraz olejny Michaiła Wrubla z 1890 roku, jedno z dzieł rosyjskiego symbolizmu. Znajduje się w zbiorach Galerii Tretiakowskiej w Moskwie.
Obraz przedstawia melancholijnego Demona o androgynicznych rysach, który pogrążony w zadumie, ukazany jest w deformowanej, ekspresyjnej formie. Postać Demona łączy w sobie cechy siły i delikatności. Dzieło nawiązuje do poematu Michaiła Lermontowa, w którym pojawiają się motywy samotności, duchowego rozdarcia oraz wykluczenia. Wrubel wykorzystuje w dziele ornamentację oraz deformację ciała, a także zoomorficzne elementy. Całość obrazu jest bogata w symbolikę, która odzwierciedla wewnętrzny konflikt oraz samotność przedstawionej postaci.

## Geneza postaci
Pierwsze ślady koncepcji Demona widać już w młodzieńczej pracy Wrubla Spotkanie Anny Kareniny z synem (1878). Scena ta emanuje nieuchwytną, fatalistyczną siłą, pojawiającą się nagle i równie gwałtownie zanikającą. Dynamika kompozycji opiera się na wirującym ruchu, którego epicentrum stanowi punkt w zgięciu ręki Anny, nadający całemu przedstawieniu intensywną ekspresję. Symbolika tej sceny koresponduje z narracją Tołstoja – po tym epizodzie syn Anny, Sierioża, traci dawną tożsamość i powraca już tylko jako przeciętny uczeń. Wrubel podkreśla dramatyczny charakter momentu poprzez niezwykle emocjonalny gest matki, której dłonie zaciskają się na szyi dziecka z niemal duszącą intensywnością. Celowo zastosowana anatomiczna deformacja – układ rąk sugerujący przenikanie przez ciało syna – nie jest błędem początkującego artysty. W dojrzałych pracach Wrubel świadomie odchodził od akademickiej poprawności rysunku, podporządkowując anatomię ekspresji i kompozycji. Było to rozpoznawalnym elementów jego stylu.
Tematyka Demona zainteresowała Wrubla już w 1875 roku, gdy po lekturze libretta opery Antona Rubinsteina Demon pisał do siostry o jej silnym, tragicznym wydźwięku – mimo że nie znał jeszcze samej muzyki. Operę obejrzał dopiero w 1885 roku, a według relacji Nikołaja Prachowa, syna kijowskiego patrona artysty, duże wrażenie wywarła na nim tytułowa rola w wykonaniu Ioakima Tartakowa. Być może właśnie to wydarzenie bezpośrednio zainspirowało artystę do rozpoczęcia pracy nad obrazem Demon siedzący.
Wrubla pociągała jednak nie tyle sama opera Rubinsteina, ile filozoficzna głębia poematu Lermontowa – Demon. Zgodnie z relacją Prachowa, Wrubel często powracał w rozmowach do idei zawartych w utworze literackim, krytykując jego powierzchowne interpretacje. Uważał, że Demon nie jest uosobieniem zła, lecz symbolem wewnętrznej walki ludzkiego ducha, próbującego odnaleźć sens istnienia. Przedstawienie tej idei w malarstwie stało się jego artystycznym celem.
Motyw Demona na stałe zagościł w twórczości Wrubla od połowy lat osiemdziesiątych XIX wieku i towarzyszył mu do śmierci. W listach do rodziny artysta wspominał o zamyśle stworzenia demonicznej tetralogii. Swoją koncepcję przedstawił także Walentinowi Sierowowi, gdy pracował w Odessie, dokąd wyjechał w 1885 roku po przeżyciu zawodów miłosnych, zakochał się bowiem bez wzajemności w Emilii Prachowej – żonie swojego kijowskiego mecenasa.

## Szkic
Jedynym zachowanym studium przygotowawczym do obrazu olejnego był Demon (siedzący) – akwarelowy szkic (papier na kartonie, 17 x 27 cm, akwarela, biel, ołówek grafitowy), znajdujący się w zbiorach Galerii Trietiakowskiej (nr inw. 5634). Wrubel rozpoczął opracowywanie ikonografii upadłego anioła w latach osiemdziesiątych XIX wieku, jeszcze podczas pobytu w Kijowie. Poszukując poprzez liczne szkice odpowiedniej formy i charakteru postaci Demona, doszedł do wniosku o konieczności stworzenia malarskiego dzieła, które w pełni odda widzowi bezsens, gorycz, melancholię i poczucie katastrofy istnienia – czyli cechy charakterystyczne dla sztuki końca XIX wieku (fin de siècle) .
W szkicu Demon (siedzący) po raz pierwszy została ukształtowana kompozycja, która później znalazła rozwinięcie w obrazie olejnym. Wrubel ukazuje postać młodego, skrzydlatego mężczyzny o androgynicznych cechach, pogrążonego w melancholii i zadumie. W liście do siostry z 22 maja 1890 roku artysta charakteryzuje swoje zamierzenia jako przedstawienie postaci „demonicznej” – półnagiej, siedzącej w zamyśleniu na tle zachodzącego słońca, w otoczeniu symbolicznej przyrody. Postać Demona interpretowana była przez artystę jako duch o cechach zarówno męskich, jak i żeńskich, nie tyle złowrogi, co cierpiący, melancholijny, a zarazem potężny i majestatyczny. Według świadectw współczesnych, w tym śpiewaczki operowej Marii Dułowej, Wrubel był emocjonalnie i twórczo silnie związany z tym motywem. Inne jego przedstawienia uznawał za niewłaściwe, co potwierdza m.in. jego reakcja na inscenizację opery Demon Rubinsteina. Ojciec artysty w korespondencji rodzinnej podkreślał głębokie oddanie syna tej tematyce i przekonanie, że Demon stanie się dziełem przełomowym dla jego kariery artystycznej .
W wersji akwarelowej postać Demona ukazana została w innej pozie i stanie emocjonalnym – bardziej elegijnym, co znajduje analogię w jednym z ilustracyjnych arkuszy do poematu Lermontowa. Późniejsza wersja olejna przekształca ten wyraz – od nastroju lirycznego ku dramatycznemu. Figura zyskała intensywność emocjonalną, emanuje siłą i potencjalną agresją. Wzmocnione zostały również elementy bogoburcze i infernalne.

## Proces twórczy
Pierwsze, niezachowane obrazy z cyklu demonicznego powstały jeszcze w Kijowie, równolegle z malowidłami do Soboru Świętego Włodzimierza, nad którymi Wrubel pracował w 1887 roku. W korespondencji artysta często powracał do swojego zamysłu, co świadczyło o stałej obecności Demona w jego świadomości. Traktował temat jako wymagający szczególnego skupienia, dojrzałości artystycznej i ciągłego doskonalenia warsztatu. Praca nad wizerunkiem była dla niego procesem długotrwałym, pełnym przerw i powrotów, a także zmagań twórczych. Efektem niemal pięcioletnich rozmyślań nad bohaterem oraz prób, które nie spełniły oczekiwań artysty, był obraz Demon siedzący – pierwsze skończone dzieło demoniady, a także pierwsza z zachowanych prac poświęconych temu tematowi.
Wrubel miał już własną wizję postaci, gdy po skończeniu Demona siedzącego zaczął tworzyć ilustracje do poematu Lermontowa Demon. W przeciwieństwie do romantycznego, mitologicznego wygnańca z raju opisanego w literaturze, Demon Wrubla był bardziej złożony i łączył różne znaczenia. Postać ta ewoluowała – jej wizualna forma przechodziła z jednej warstwy znaczeniowej w kolejną, podobnie jak chrześcijaństwo rozwijało się na podłożu wierzeń pogańskich. Zbieżność czasu powstania scen boskich i demonicznych sugeruje ich powiązanie i nasuwa krytykom sztuki pytanie, czy należy odróżniać pogańskie ujęcie Demona Wrubla od jego chrześcijańskiej i jednocześnie zbuntowanej wersji.

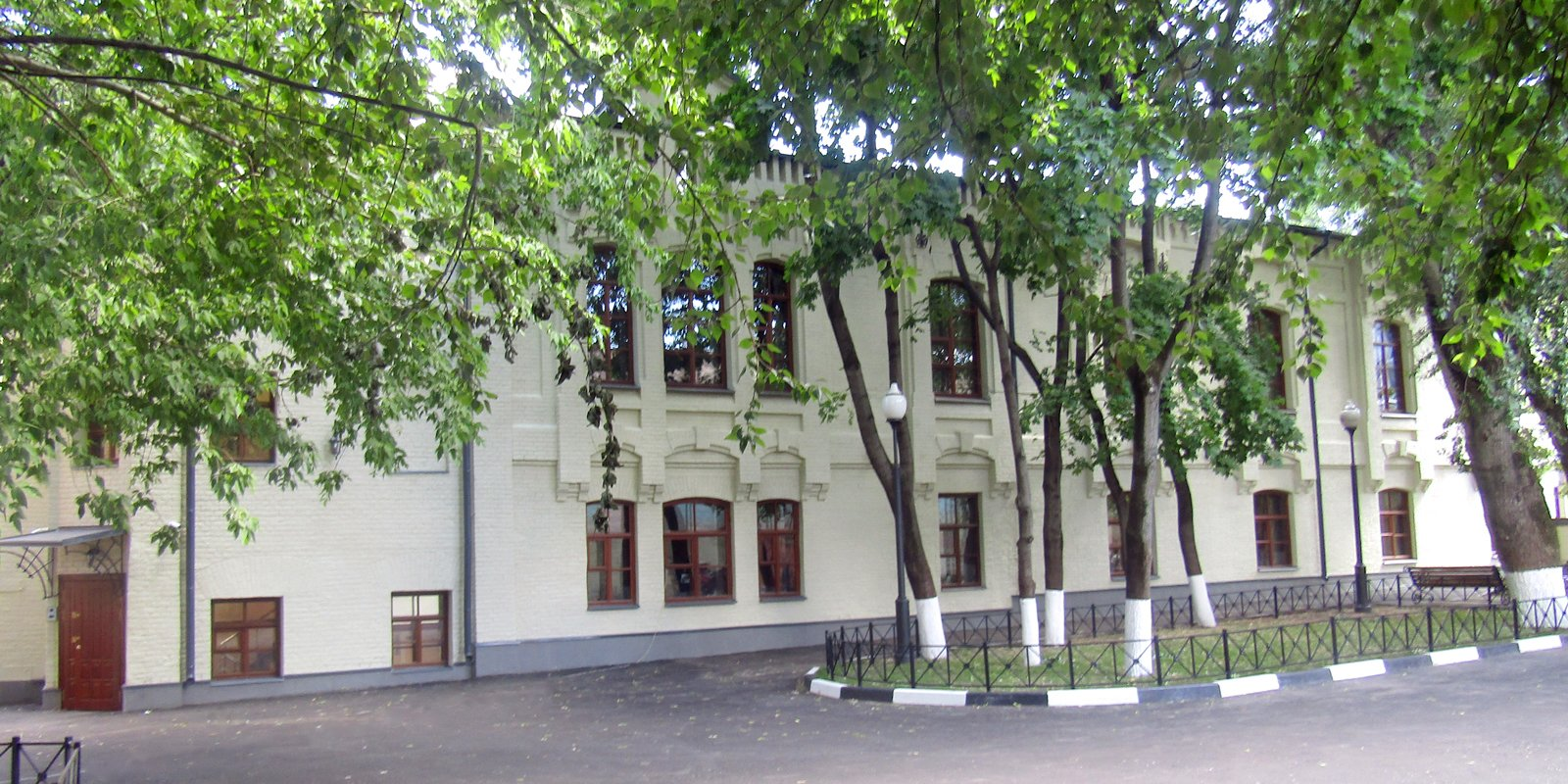
Kamienica Mamontowa w Moskwie (po renowacji)

Obraz Demon siedzący powstał w Moskwie, w domu mecenasa sztuki Sawwy Mamontowa, który według Wiktora Wasniecowa potrafił mobilizować otoczenie do twórczego wysiłku. W maju 1890 roku Wrubel rozpoczął pracę nad Demonem, który – jak sam określał – nie był jeszcze ostateczną, monumentalną wersją postaci demonicznej, lecz jej poetycką zapowiedzią. Praca przebiegała w gabinecie Mamontowa, gdzie artysta mieszkał od grudnia poprzedniego roku, mając do dyspozycji niemal pusty dom i towarzystwo zaprzyjaźnionego syna gospodarza, Wiktora. Dodatkowym elementem rytmu pracy były regularne wyjazdy do Abramcewa, gdzie przebywała rodzina mecenasa. Proces twórczy miał charakter intensywny i pełen trudności technicznych. Według relacji Wiktora Mamontowa, Wrubel pracował z dużą determinacją, wielokrotnie prosząc go o pozowanie. Problemy kompozycyjne, takie jak zbyt duże rozmiary głowy Demona w stosunku do płótna, zmuszały artystę do wielokrotnego jego demontażu i ponownego naciągania na blejtram .
Wrubel ukończył Demona siedzącego w 1890 roku, wykonał go w technice olejnej na płótnie o wymiarach 116,5 x 213,8 cm .

## Dzieje obrazu
Obraz stosunkowo wcześnie trafił do prywatnej kolekcji mecenasa Władimira Girszmana, znajdował się w niej już na przełomie XIX i XX wieku. Choć dokładna data oraz okoliczności nabycia obrazu pozostają nieznane, jego obecność w zbiorach tego kolekcjonera jest dobrze udokumentowana. Obraz został przedstawiony publiczności dwukrotnie: na wystawach zorganizowanych przez „Mir iskusstwa” w Moskwie w listopadzie 1902 roku oraz w Petersburgu w lutym 1903 roku. Był także jednym z dzieł, które dzięki zaangażowaniu żony kolekcjonera zostały zaprezentowane na Wystawie Sztuki Rosyjskiej w Paryżu w 1906 roku.
W czasie rewolucji październikowej, w obliczu zagrożenia dla prywatnych zbiorów, część kolekcji Girszmana, w tym Demon siedzący, została zabezpieczona dzięki działaniom Igora Grabara. Obraz trafił tymczasowo do Galerii Tretiakowskiej w Moskwie jako depozyt poste restante, gdzie jest przechowywany pod numerem inwentarza 5600 .

## Technika malarska

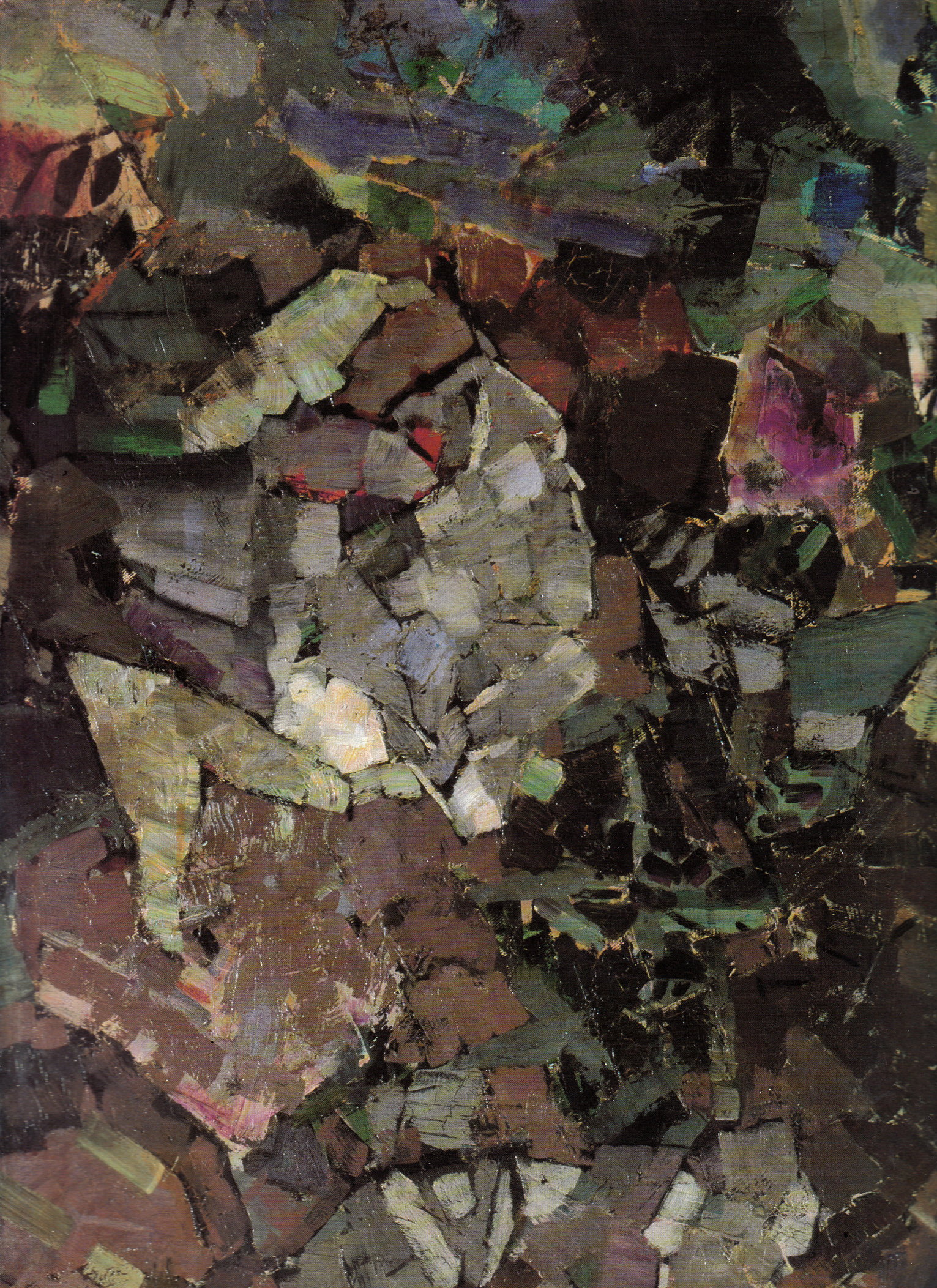
Demon siedzący (zbliżenie na „kryształy”)

Demon siedzący ukazuje unikalną syntezę akademizmu, symbolizmu i modernizmu, typową dla stylu Wrubla. Obraz stanowi przykład autorskiego podejścia artysty, który łączy różne techniki malarskie: malarstwo szpachlowe („krystaliczne”), oparte na reliefowej formie, technikę korpusową (pastoso), polegającą na nakładaniu gęstych, kryjących warstw farby, oraz tendencję do geometryzacji kształtów. Te zabiegi formalne pozostają w ścisłym związku z warstwą znaczeniową dzieła – „demoniczność” postaci wyrażona jest poprzez tektoniczność kompozycji oraz jej niemal rzeźbiarski charakter.
Elementem tej stylistyki jest sposób prowadzenia pędzla – obraz został zbudowany z szerokich, podzielonych pociągnięć, które miejscami rozpraszają się w pojedyncze plamy, a innym razem układają się w kształty przypominające ogromne kwiaty. Ta mozaikowa technika konstruowania formy jest charakterystyczna dla malarskiego języka Wrubla.
Kolorystyka opiera się na lokalnych barwach i prawie monochromatycznej karnacji (grisaille), z ograniczonymi akcentami chromatycznymi. Tło, bogate w intensywne kolory, przypomina mozaikę lub emalię, wzmacniając napięcia przestrzenne i dekoracyjność przedstawienia. Zderzenie ciepłych i zimnych tonów wzmacnia efekt przestrzeni. Wróbel używa intensywnego koloru tła, by wzmocnić wrażenie nacisku przestrzeni dalszej na bliższą, podczas gdy chłodne barwy pojawiają się na najbliższych elementach – dolnej partii ciała i podstawie. Rozbielony, umowny światłocień oraz kolorowe refleksy potęgują kontrast chłodnej plamy w ciepłym otoczeniu, zaburzając percepcję widza. Efekt ten wspiera iluzję braku pierwszego planu. Warstwa malarska dzieła zdradza wpływy sztuki bizantyńskiej i weneckiego renesansu, szczególnie widoczne w konstrukcji tła i kolorystyce przypominającej mozaiki bazyliki św. Marka oraz malarstwo Belliniego.

## Kompozycja
Forma obrazu zdaje się rozpadać na płaszczyźnie i wymaga wysiłku percepcyjnego, by poskładać i utrzymać w całości mozaikę kompozycji. Połączenie namacalności kształtów z dekoracyjnością sprawia, że widz waha się między odbiorem realistycznym a ozdobnym. Kompozycja dzieła jest tak zaplanowana, że nie da się wybrać jednej z tych możliwości. W rezultacie powstaje wrażenie, że forma jednocześnie się tworzy i rozpada.
Kompozycja opiera się na zasadzie reliefu – jasne tony wyznaczają pierwszy plan, a ciemne tło funkcjonuje jako ciężka, niemal przylegająca płaszczyzna. Przestrzeń na obrazie jest skondensowana, prawie spłaszczona. Wrubel połączył w obrazie plany przestrzenne – figura zostaje wciśnięta w tło, a rolę głębi przejmuje nieobecny pierwszy plan.
Postać Demona ukazana jest na tle zachodzącego słońca, w wieczornej tonacji barwnej. Umieszczona jest w płytkiej niszy, łączącej motywy horyzontu i skalnego zbocza. Na równi z dekoracyjnymi elementami figura stanowi integralną część kompozycji. Ręce tworzą fizyczną i emocjonalną barierę, oddzielającą od widza ciało postaci i jej subiektywne przeżycia. Spojrzenie nie jest skierowane na zewnątrz, ku widzowi ani otoczeniu, lecz w głąb, ku jego wewnętrznemu światu. W rezultacie widz nie ma możliwości śledzenia kierunku wzroku postaci.
Figura bohatera jest wpisana w kształt niestabilnego sześcianu ustawionego na krawędzi dla podkreślenia jej chwiejności. Złączone u dołu dłonie obok wewnętrznego napięcia wyrażają dążenie postaci do znalezienia równowagi. Postawa, mimo integralności z kompozycją, jest nietypowa dla przedstawień istot upadłych. Akademicka konwencja nakazywałaby ukazanie go w pozycji klęczącej lub półleżącej, jak w klasycznych alegoriach Michała Anioła czy ilustracjach Gustave’a Doré do Boskiej komedii. Wrubel jednak świadomie wybiera dla postaci pozycję kucającą, oddającą napięcie i niepokój, jednocześnie unikając dosłownych skojarzeń z pokorą czy poddaństwem.

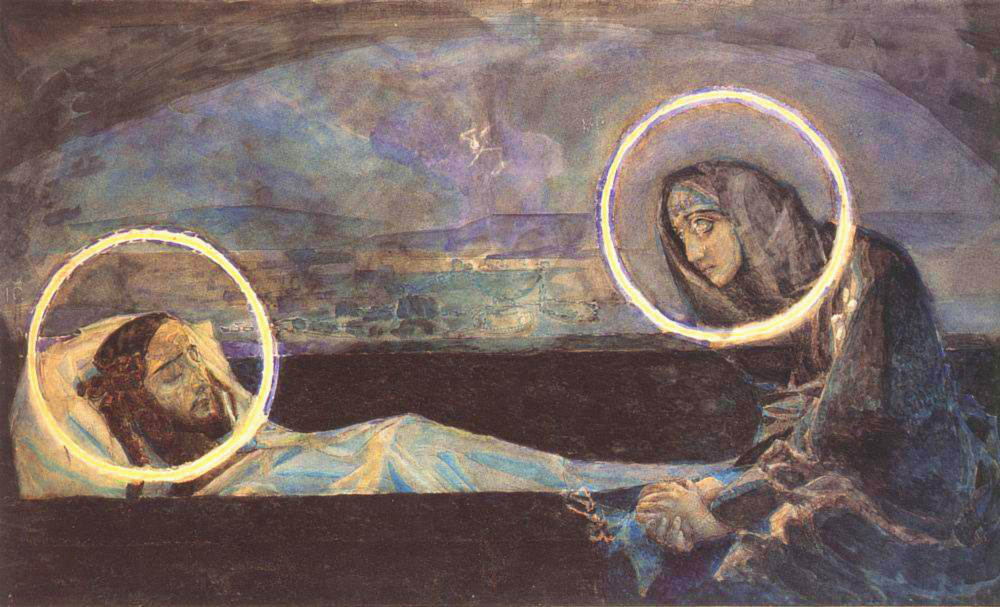
Płacz nad grobem (1886)

W Demonie siedzącym została powtórzona piramidalna struktura kompozycyjna Płaczu nad grobem, jednak jej układ uległ odwróceniu. W scenie z Bogurodzicą forma ta posiada wertykalny kierunek, wznoszący się od otwartego grobu ku górze, poprzez ciało Maryi, aż ku sferze niebiańskiej. W Demonie siedzącym ten sam schemat przyjmuje orientację odwrotną — skierowaną ku dołowi. Piramidalna konstrukcja pogrąża się w infernalnej przestrzeni, z której wynurza się postać Demona, kształtująca się niczym pionowy, masywny filar.
Prawa część kompozycji przypomina skamieniałe kwiaty i zdaje się być wyrzeźbiona w masie tła. Wrubel użył stylizowanych motywów kwiatowych, aby stworzyć świat ponadrzeczywisty i ponadczasowy. Kwiaty, które przypominają kryształy, nie wyglądają jak prawdziwe rośliny, dzięki temu pomagają połączyć realistyczne elementy przyrody z duchową, niematerialną atmosferą dzieła. Nie mają one typowego znaczenia znanego z symboliki roślin, ale niosą głębsze przesłanie. Tego rodzaju kwiaty nie są jedynie ozdobą. Pokazują przemianę – to, co żywe, zostaje unieruchomione, co nawiązuje do wewnętrznego przeobrażenia głównej postaci z obrazu. Nie są więc kopiami natury, ale symbolami istnienia w innym, nienamacalnym wymiarze. W połączeniu z figurą Demona te wielkie, nienaturalne kwiaty układają się w pejzaż przypominający górskie szczyty. Według lekarza artysty, Fiodora Usolcewa, Wrubel nie dążył do odwzorowywania przyrody, lecz twórczo z nią rywalizował. Dlatego kwiaty w tym obrazie nie pełnią roli dekoracyjnej, ale wyrażają duchowość, smutek i oderwanie od realnego świata. Dzięki ich niezwykłej formie Wrubel przekształcił codzienne elementy świata w symbole czegoś wyższego i niedostępnego.

## Upadły anioł
Mimo że często próbowano zaliczyć twórczość Wrubla do nurtu symbolizmu europejskiego, wychodzi ona poza jego ramy. Podczas gdy dzieła takich przedstawicieli modernistów, jak Franz von Stuck czy Max Klinger, operują aluzjami łatwymi do rozszyfrowania przez odbiorcę, symbolika Wrubla pozostaje otwarta i niejednoznaczna. Jego Demon nie daje się sprowadzić do jednej interpretacji – nie jest jedynie uosobieniem tęsknoty, pragnienia piękna, odrzucenia czy demonicznej natury, lecz łączy te elementy w sposób niemożliwy do jednoznacznego określenia.
W swojej twórczości Wrubel wielokrotnie sięgał po przedstawienia postaci uosabiających zło, czego przykładem są: ilustracja do dramatu Puszkina Mozart i Salieri, wizja Mefistofelesa w dziele Lot Fausta i Mefistofelesa czy tajemnicze, budzące niepokój sylwetki pojawiające się w jego obrazach. Choć stopień religijności malarza pozostaje kwestią otwartą, jego sposób ukazywania zła odwołuje się do chrześcijańskiej tradycji – jest ono siłą świadomą i działającą w określonych, wyrazistych formach.
Demon Wrubla nie wpisuje się w konwencję infernalnych bohaterów. Wielu odbiorców wskazywało na jego cechy właściwe dla upadłego anioła, które odróżniają go od innych mrocznych postaci. Wyróżnikiem jest nie tyle potęga Demona, ile niemożność jej wykorzystania, wynikająca z wewnętrznej niedojrzałości oraz cielesnej i duchowej niepełności. Ta właśnie niedokończoność staje się istotą jego natury, konsekwentnie podkreślaną przez Wrubla w późniejszych wersjach tego motywu jego twórczości. Demon nie ma skrzydeł, jednak wrażenie uskrzydlonej postaci jest wyraźne. Efekt ten może wynikać z konturu dużych kwiatostanów widocznych za plecami, z układu ciemnych, odrzuconych do tyłu włosów lub z ogólnej poetyki kompozycji, która sprawia, że obecność skrzydeł wydaje się być niemal konieczna.

## Poza Demona
Poza postaci na obrazie jest wyizolowana z kompozycji. Wydaje się komiczna, groteskowa, a nawet nieco nieprzystojna. Umieszczając Demona w pozycji kucającej, Wrubel przywołuje skojarzenia z gotyckimi gargulcami, których wychudzone, kanciaste sylwetki odzwierciedlają ludowe wyobrażenia o diabłach. Związek Demona z bestiarium jednak nie ogranicza się do groteski – jego postura nie przypomina gadziej deformacji, lecz odwołuje się do płynnej, naturalnej dynamiki zwierząt, zwłaszcza kotowatych. To organiczne ujęcie sprawia, że postać nie traci swojej szlachetności ani ekspresyjnej siły.
Mięśnie na rękach bohatera są napięte, poprzez dramatyzm gestów podkreślona została intensywność emocji – ciało zdaje się być na granicy wytrzymałości, a ograniczona przestrzeń obrazu potęguje poczucie klaustrofobii i duchowego uwięzienia. Gest rąk Demona — splecionych, zdeformowanych palców skierowanych ku dołowi, przypominających korzenie wrastające w podłoże — stanowi negatyw modlitewnego układu dłoni. Układ rąk wykazuje podobieństwo do jednego z kijowskich szkiców Wrubla do dzieła Płacz nad grobem, przedstawiającego postać Bogurodzicy. Na tym tle pozycja bohatera nabiera wymowy gestu prowokacyjnego, przeciwstawionego postawie Maryi. Widoczne na powierzchni płótna liczne poprawki wskazują na istotne zmiany koncepcji Demona w trakcie pracy nad obrazem. Wrubel korygował nie tylko detale, lecz także całościowy zarys postaci. Możliwe, że podczas malowania kompozycja zaczęła przyjmować charakter „antypiety”, w której artysta sięgnął wpierw po układ zaczerpnięty ze szkiców kijowskich, a następnie, w czasie pracy, przekształcił znaczenia symboliczne stref „góry” i „dołu” poprzez ich odwrócenie.

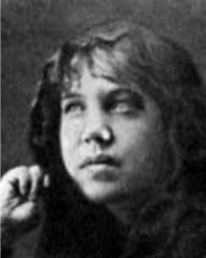
Emilia Prachowa

Z oka Demona spływa łza, która łączy w sobie z jednej strony odwołanie do strof poematu Lermontowa, a z drugiej jest wyrazem cierpień samego malarza. Wrubel, inspirowany opisem łzy Demona przez poetę jako ciężkiej, nieziemskiej kropli, ukazuje ją jako symbol fizycznego smutku i duchowego ciężaru bohatera, nawiązuje też do osobistych przeżyć z powodu niespełnionej miłości. W ten sposób, łza w dziele Wrubla staje się symbolem uniwersalnego, egzystencjalnego bólu.

## Deformacja
Ciało Demona jest zdeformowane, co odnosi się do antycznej tradycji tworzenia postaci o nienaturalnej anatomii. Deformacje te mają dwa wymiary. Pierwszym aspektem jest zainteresowanie artysty rekonstrukcją anatomii plastycznej. Prachow wspominał, jak Wrubel wyjaśniał mu, że taki błąd anatomiczny to nie pomyłka, lecz dodatkowa funkcjonalność ciała, której jeszcze człowiek nie posiada, a która jest niezbędna do swobodnego ruchu ręki. Drugim elementem jest charakterystyczny dla artysty zabieg kompozycyjny, polegający na łączeniu różnych fragmentów postaci i obiektów w nową, spójną całość. Obie te cechy podkreślają sztuczną konstrukcyjność infernalnej postaci. Tego typu podejście nawiązuje do tradycji antycznych, do postaci gigantów czy centaurów, ale w epoce romantyzmu i symbolizmu zyskuje nowe znaczenia. Konstrukcja Wrubla, pełna deformacji i syntez, stanowi jedno z pierwszych przykładów takiego podejścia w sztukach wizualnych, które później znalazło odbicie w kulturze masowej, zwłaszcza w takich postaciach jak Golem czy Frankenstein, które na początku XX wieku zyskały specyficzną atrakcyjność w oczach widza.

## Cechy zoomorficzne

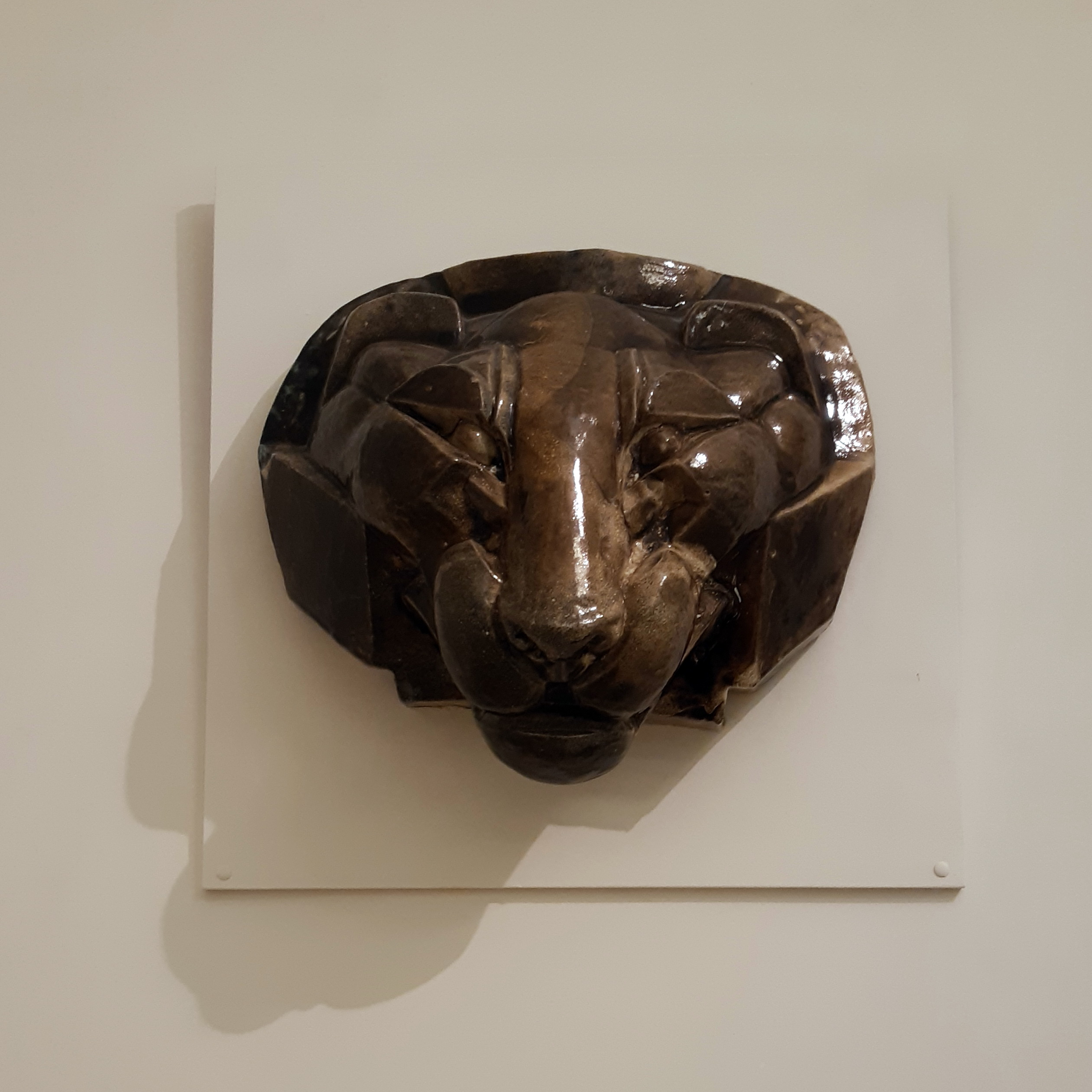
Majolikowa Maska lwa (1891)

Głowa Demona ma lwie cechy, widać to przede wszystkim po kształcie nosa, a także z kompleksowej rekonstrukcji ludzkiej anatomii. Artysta celowo zdeformował strukturę mięśniową i budowę czaszki, nadając postaci niemal zwierzęcy wyraz. Charakterystyczne cechy twarzy to powiększona, błyszcząca gałka oczna w poszerzonej oczodołowej wnęce, skrócony łuk jarzmowy i wydłużona kość policzkowa. Podniesiony kąt żuchwy sprawia, że dolna część twarzy wydaje się załamana, a podbródek przybiera kształt kropli. Silnie uwydatnione łuki brwiowe dominują nad nadmiernie rozwiniętym czołem, co dodatkowo wzmacnia efekt ekspresji. Wszystkie te zabiegi nadają twarzy Demona wyrazistość i demoniczny charakter, który oscyluje między drapieżnością a monumentalną siłą i dostojeństwem.
Wrubel w swoich pracach wykorzystywał powtarzające się motywy, co widoczne jest w sposobie konstruowania postaci Demona. Układ deformacji zastosowany w tej figurze wykazuje podobieństwo do ceramicznej Maski lwa wykonanej równolegle z Demonem siedzącym. Ten sam schemat kompozycyjny został również wykorzystany w przedstawieniu lwicy na piecu zaprojektowanym przez Wrubla w ramach warsztatów w Abramcewie. W rzeźbie lwia twarz została spłaszczona i pełni rolę jedynie fasady masywnej bryły, natomiast w masce artysta dążył do uzyskania efektu sferyczności. Skośne krawędzie obramowujące wizerunek zwierzęcia wzmacniają wrażenie monumentalnej formy. Analogiczny zabieg Wrubel zastosował w przedstawieniu głowy Demona z obrazu. Napięcie mięśnia mostkowo-obojczykowo-sutkowego tworzy wyraźną krawędź, od której odchodzi szeroka, ukośna płaszczyzna, podkreślająca masywną budowę szyi lwa tuż przed skokiem.
Zoomorficzna interpretacja postaci Demona nawiązuje do koncepcji chtoniczności, obecnej zarówno w tradycji antycznej, jak i w ikonografii chrześcijańskiej. Wrubel kładł jednak nacisk na jej archaiczny wymiar, związany z pierwotnością i siłami natury. W jego ujęciu Demon to istota bliższa prymitywnemu bytowi niż istocie wyższej. Wasilij Rozanow podkreślał, że Wrubel przedstawiał demoniczność jako cechę ujawniającą się w naturze człowieczeństwa, nadając Demonowi charakter antropomorficzny. Artysta ukazał go nie jako byt wznoszący się ponad światem, lecz jako istotę wyłaniającą się z jego struktury. Demoniczność, w przeciwieństwie do anielskości, jest prostsza i bardziej elementarna niż człowieczeństwo.

## Cechy kobiece

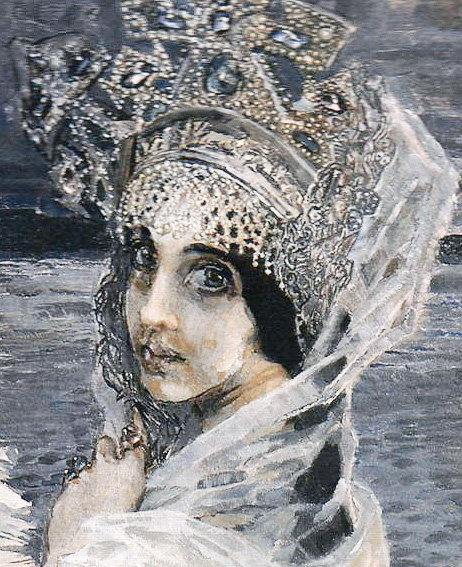
Księżniczka Łabędź (fragment, 1900)

Wśród różnych aspektów przedstawienia Demona – zwierzęcego, chtonicznego i atletycznego – wyróżnia się również jego kobieca, zmysłowa i kapryśna natura. Jak zaznaczył ojciec artysty, postać łączy w sobie cechy męskie i żeńskie. Niektórzy współcześni Wrublowi dostrzegali w Demonie brzydką kobietę, co potwierdza krytyka z 1893 roku na łamach „Russkiego wiestnika”, w której porównano postać Demona do starej Gruzinki z orlim nosem, cienkimi ustami, szerokimi brwiami i przenikliwym spojrzeniem.
Wrubel przedstawiał kobiece postacie w sposób nietypowy – łączą one grację z napięciem, a ich oczy często nabierają upiornego charakteru. Przykładem jest postać z obrazu Księżniczka Łabędź, której początkowo bajkowe rysy przy bliższym spojrzeniu ujawniają demoniczne cechy. Kobiecość postaci Demona, podkreślona przez włosy i pełne usta, nadaje im atrakcyjności, ale również potęguje wewnętrzną sprzeczność. Demon ukazuje też cechy dziecka, które nie potrafi kontrolować swoich emocji, co w połączeniu z atletyczną budową ciała tworzy obraz ambiwalentnej istoty.

## Aspekt psychologiczny
W Demonie siedzącym Wrubel wyraża charakterystyczne dla siebie postrzeganie rzeczywistości przez pryzmat mityczno-metafizyczny, zakorzeniony w archetypicznych strukturach świadomości. Inspiracje romantyczne znajdują tu kontynuację w psychologicznym ujęciu postaci. Takie podejście umożliwia wielowarstwową analizę – od psychopatologii, przez odniesienia literacko-symboliczne, po archetypy. Demon siedzący, jako pierwsza część tryptyku (kolejne to Demon lecący i Demon pokonany), wpisuje się w model interpretacyjny oparty na dwunastu zasadach psychologii Junga. Demon, który siedzi, uosabia energię psychiczną i ma potencjał twórczy. Demon, który leci, odzwierciedla stan inflacji ego, które przeżywa chwilowe poczucie wszechmocy i traci kontakt z rzeczywistością. Natomiast ego pokonanego Demona doświadcza upadku i egzystencjalnego rozbicia. Siedzący Demon doświadcza napięcia między świadomością materialnych ograniczeń a iluzją własnej nieśmiertelności. Granice są zakreślone na obrazie poprzez czas i miejsce – zachód słońca i skamieniały pejzaż. Postawa bohatera nie wynika z przekonań religijnych, tylko z głęboko zakorzenionej wiary w siebie jako istoty, której egzystencja przekracza granice czasu i przestrzeni.